# Johnsonburg
Johnsonburg é um distrito localizado no estado norte-americano de Pensilvânia, no Condado de Elk.

## Demografia
Segundo o censo norte-americano de 2000, a sua população era de 3003 habitantes.
Em 2006, foi estimada uma população de 2777, um decréscimo de 226 (-7.5%).

## Geografia
De acordo com o United States Census Bureau tem uma área de
7,9 km², dos quais 7,9 km² cobertos por terra e 0,0 km² cobertos por água.

## Localidades na vizinhança
O diagrama seguinte representa as localidades num raio de 32 km ao redor de Johnsonburg.